# Plassac-Rouffiac
Plassac-Rouffiac is een gemeente in het Franse departement Charente (regio Nouvelle-Aquitaine) en telt 321 inwoners (1999). De plaats maakt deel uit van het arrondissement Angoulême.

## Geografie
De oppervlakte van Plassac-Rouffiac bedraagt 11,9 km², de bevolkingsdichtheid is 27,0 inwoners per km².
De onderstaande kaart toont de ligging van Plassac-Rouffiac met de belangrijkste infrastructuur en aangrenzende gemeenten.

## Demografie
Onderstaande figuur toont het verloop van het inwonertal (bron: INSEE-tellingen).